# Danebury Hill
Danebury Hill är en kulle i Storbritannien.   Den ligger i grevskapet Hampshire och riksdelen England, i den södra delen av landet, 110 km väster om huvudstaden London. Toppen på Danebury Hill är 143 meter över havet, eller 72 meter över den omgivande terrängen. Bredden vid basen är 3,4 km. Arean är 5,0 kvadratkilometer.
Terrängen runt Danebury Hill är huvudsakligen platt. Runt Danebury Hill är det ganska tätbefolkat, med 179 invånare per kvadratkilometer. Närmaste större samhälle är Andover, 8,7 km norr om Danebury Hill. Trakten runt Danebury Hill består till största delen av jordbruksmark.